# Benedikt Taschen
Benedikt Taschen (Colonia, 10 febbraio 1961) è un editore tedesco e collezionista d’arte. È il fondatore di Taschen, una delle case editrici di libri d’arte di maggior successo a livello internazionale, che pubblica libri illustrati su una vasta gamma di temi tra cui arte, architettura, design, cinema, fotografia, cultura pop e lifestyle.

## Biografia e carriera
Ultimo di cinque figli di una coppia di medici, fin da bambino Benedikt Taschen è un avido lettore e amante dei fumetti. All’età di 12 anni vende per posta fumetti usati provenienti dagli Stati Uniti, e nel febbraio del 1980, il giorno prima del suo diciannovesimo compleanno, apre un negozio di una ventina di metri quadrati a Colonia, sua città natale, che chiama TASCHEN COMICS e in cui mette in vendita la sua vastissima collezione di fumetti. Nel 1984 decide di avventurarsi nel mondo dei libri d’arte e a una fiera negli Stati Uniti acquista una giacenza di 40 000 copie di una monografia su Magritte in lingua inglese per un dollaro al pezzo, grazie al denaro avuto in prestito da una zia.  Dopo soli due mesi ha già rivenduto tutti i libri al prezzo di 9,95 marchi tedeschi, dimostrando a sé stesso, e negli anni successivi al mondo intero, che nel mercato dei libri d’arte, fino ad allora dominato da edizioni costose, c’è domanda di volumi illustrati a basso prezzo, multilingua, e dal design accattivante. Incoraggiato da questo successo, Taschen decide di pubblicare il suo primo libro: una monografia della fotografa Annie Leibovitz.  Alla fine degli anni ’80 i suoi libri sono tradotti in venti lingue, con prezzi accessibili tanto ai collezionisti quanto agli studenti.
Alla fine degli anni ’90, Taschen è un nome nel mondo dell’editoria. Matt Tyrnauer di Vanity Fair lo definisce “uno dei pochi imprenditori che ha il coraggio di fare esattamente ciò che vuole ogni volta che vuole”, frase che lui dimostra nella pratica con la pubblicazione del SUMO di Helmut Newton, il più grande libro rilegato del XX secolo, nonché il più costoso,  corredato da un piedistallo progettato da Philippe Starck.
SUMO è inoltre il precursore del progetto personale più ambizioso in assoluto di Benedikt Taschen: GOAT — Greatest of All Time, un tributo a Muhammad Ali, pubblicato nella primavera del 2004. Frutto di quattro anni di lavorazione, GOAT pesa oltre 30 kg, misura 50 x 50 cm, e include circa 800 pagine di fotografie originali e di archivio, grafiche, articoli e saggi, alcuni dei quali dello stesso Alí. Alla sua uscita, viene definito dalla rivista tedesca Der Spiegel come “il libro più megalomane della storia, la cosa più grande, più pesante e più splendente mai stampata”.
Oggi, TASCHEN ha uffici in tutto il mondo – Berlino, Colonia, Hong Kong, Londra, Los Angeles, Madrid e Parigi – e negozi a Beverly Hills, Bruxelles, Colonia, Hollywood, Hong Kong, Londra, Miami, Milano e Parigi. La casa editrice nel 2013 aveva oltre 300 dipendenti in tutto il mondo.
Nel 2014, Taschen ha aperto la sua prima galleria d’arte a Los Angeles.

## Collezionista d’arte
Oltre che come editore, Taschen si è fatto un nome come collezionista d’arte contemporanea, concentrandosi inizialmente su artisti tedeschi quali Martin Kippenberger, Albert Oehlen e Günther Förg, e passando poi, verso la fine degli anni Ottanta, a opere di americani tra cui Jeff Koons, Mike Kelley e Christopher Wool. Nel 2004 il museo Reina Sofia ha dedicato un’ampia esposizione alla sua collezione privata.  Dal 2003 Benedikt Taschen è stato più volte incluso nella lista dei 200 maggiori collezionisti da ARTnews; artnet lo include tra le “10 coppie di potere nel mondo dell’arte di Los Angeles”. Nel 2013, Taschen ha donato 15 opere della propria collezione privata al Museo Städel di Francoforte  per ampliare la sua collezione di pittura tedesca degli anni Ottanta. Nel 2014, ha donato 500000 $ al Wende Museum di Culver City, California, allo scopo di agevolare la fondazione di un centro internazionale per lo studio e la tutela della cultura, l’arte, la storia e il design della Guerra Fredda.  Benedikt e sua moglie Lauren hanno inoltre donato una vasta collezione di opere di giovani artisti americani ed europei al MOCA di Los Angeles.

## Vita privata
Taschen è al suo terzo matrimonio, con Lauren Taschen, e ha cinque figli, tra cui Marlene, che dal 2011 lavora per la casa editrice in veste di managing director. Benedikt Taschen vive e lavora tra Berlino e Los Angeles.
Nel 1998, Taschen ha acquistato la Chemosphere House sulle colline di Hollywood. Costruita nel 1961 su progetto di John Lautner, è stata a lungo considerata la casa più moderna al mondo, e ha contribuito a fare di Benedikt Taschen una figura culturale di riferimento nella cerchia di Hollywood. Nel 2000, Billy Wilder ha dichiarato alla rivista Vanity Fair: “Benedikt mi ricorda una figura hollywoodiana d’altri tempi. È come un direttore degli studios, qualcuno che mantiene saldamente il comando e ha tutto sotto controllo”. Matt Weiner, creatore e produttore della serie Mad Men, lo ha descritto come “un miracolo di gusto nel campo dell’editoria… Riesce a mantenere con costanza un’incredibile qualità in termini di contenuto e di stile… Documenta passato e presente in un modo indispensabile”.

## Premi e onorificenze
- 2013 Lucie Award[36]
- 2016 Photographic Publishing Award, Royal Photographic Society, Bath, Regno Unito[37]
- 2018 Ordine al merito della Repubblica federale di Germania[38][39]

## Curiosità
Un Taschen store viene aperto nella cittadina di Springfield nella puntata “Il giorno in cui la Terra si raffreddò” della ventiquattresima stagione de I Simpson.